# Sista natten med gänget
Sista natten med gänget (originaltitel: American Graffiti) är en amerikansk film regisserad av George Lucas. Filmen hade allmän biopremiär i USA den 11 augusti 1973.

## Handling
Filmen handlar om ett gäng ungdomar, som just gått ur high school, en sensommarkväll 1962 i staden Modesto i Kalifornien. Det är en skildring av ungdomsliv och tonårsdrömmar i allmänhet och av ungdomar i USA under 1960-talet i synnerhet.

## Om filmen
- Filmen blev en stor kassaframgång, inte minst tack vare soundtracket med 42 kända låtar från denna tid, med bland andra Chuck Berry, The Beach Boys, Bill Haley, Buddy Holly och The Platters.
- Filmen blev Oscarsnominerad i flera kategorier, bland annat som bästa film.
- Filmen fick en uppföljare med Festen är över (originaltitel: More American Graffiti) 1979, som dock inte alls gick lika bra trots att de flesta skådespelarna återvände i sina roller.
- Filmen hade Sverigepremiär den 10 oktober 1973  på biografen Spegeln i Uppsala.[2] Stockholmspremiär året därpå, den 17 mars 1974 på Sergelteatern.[3]

## Rollista i urval
- Richard Dreyfuss – Curt Henderson
- Ronny Howard – Steve Bolander
- Paul Le Mat – John Milner
- Charlie Martin Smith – Terry "The Toad" Fields
- Cindy Williams – Laurie Henderson
- Candy Clark – Debbie Dunham
- Mackenzie Phillips – Carol Morrison
- Wolfman Jack – sig själv, en radio-DJ
- Bo Hopkins – Joe Young
- Manuel Padilla, Jr. – Carlos
- Beau Gentry – Ants
- Harrison Ford – Bob Falfa